# التركيبة السكانية في إندونيسيا
بلغ عدد سكان إندونيسيا 270.20 مليون نسمة وفقًا للتعداد الوطني لعام 2020، بزيادة من 237.64 مليونًا في عام 2010. تعد إندونيسيا رابع أكبر دولة من حيث عدد السكان في العالم. يقيم ما يقرب من 55% من سكان إندونيسيا في جاوة، وهي الجزيرة الأكثر اكتظاظًا بالسكان في العالم.